# Малая Бадья
Малая Бадья — небольшая река в Пермском крае России, протекает в западной части Гайнского района. Является левым притоком реки Чёрная. Длина реки составляет 11 км.

## Гидрография
Берёт начало в болотистой местности, на высоте ≈182 м над уровнем моря, примерно в 8 км юго-восточнее посёлка Бадья. От истока течёт 8 км преимущественно на юго-запад, затем сворачивает на юг. Впадает в Чёрную, примерно в 8 км восточнее села Верхняя Черная, на высоте 153 м над уровнем моря, в 62 км от устья.